# 红外波段遥感气象卫星

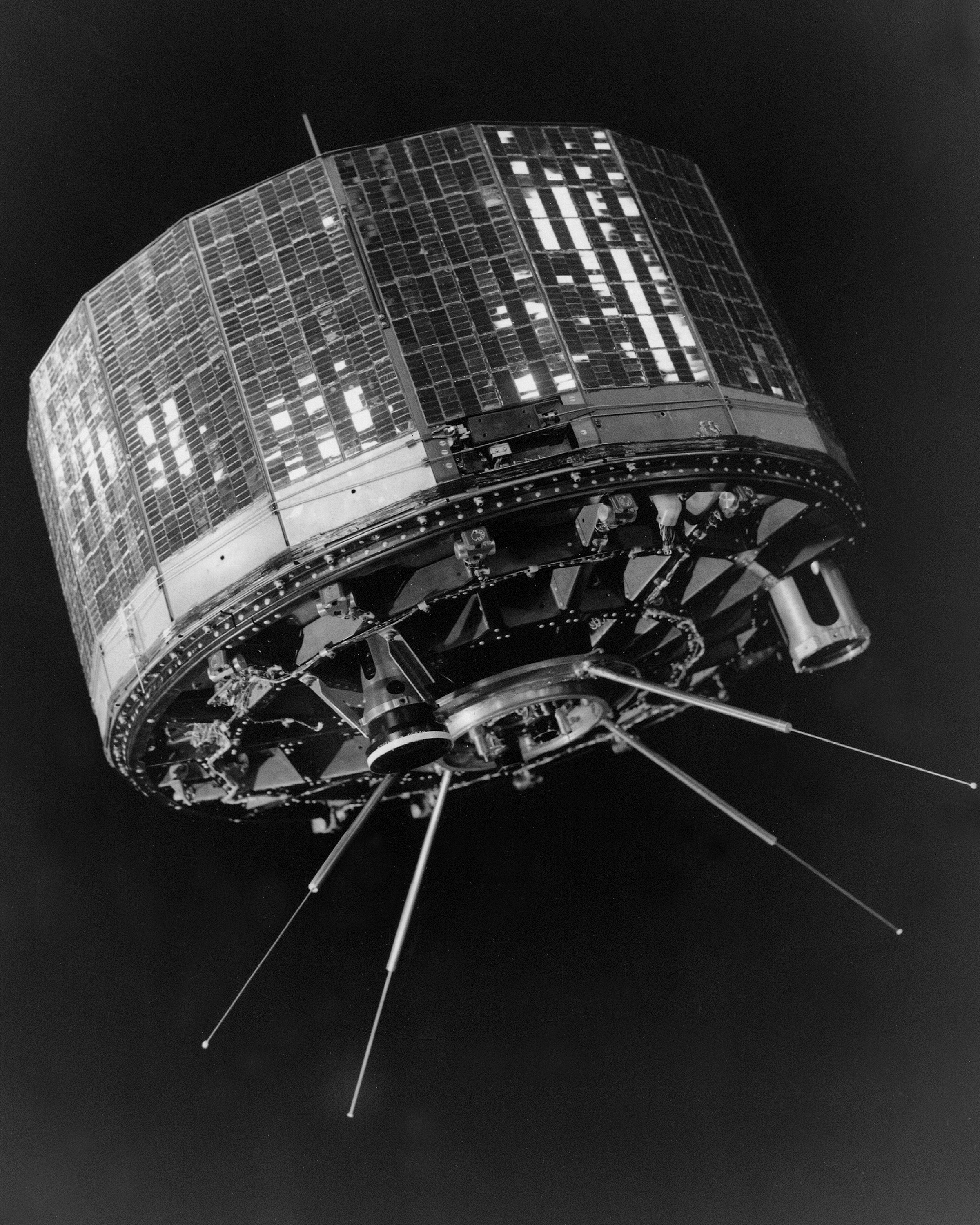
TIROS6号卫星

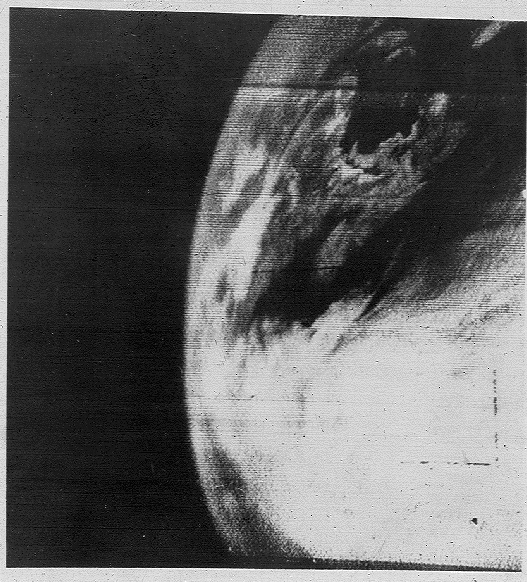
该卫星传回的第一幅地球图像

红外波段遥感气象卫星（英語：Television Infrared Observation Satellite，縮寫 TIROS），是美国早期发射的一系列气象卫星，发射开始于1960年的TIROS-1。TIROS是第能够对地球进行遥感的卫星，使科学家从一个全新的角度——太空来观察地球。这个由哈利·韦克斯勒领导的计划证明了卫星进行气象观测的可行性。TIROS计划证明了在那个时期「通向成功的钥匙往往是极其简单的」。 TIROS是是「电视红外线观察卫星」的首字母缩写，也是复数的「tiro」，这意味着「年轻的士兵、初学者」。
参与TIROS项目的机构包括美国国家航空和航天局（NASA）、美国陆军信号的研究和发展实验室、美国无线电公司、美国气象局、美国海军摄影的解释中心（NPIC）、环境科学服务管理局（ESSA）和美国国家海洋和大气管理署（NOAA）。

## 卫星特性
这枚270磅（122千克）的卫星由一枚雷神火箭发射到一个接近圆形的近地轨道上。 TIROS卫星直径42英寸（1.1米），高度19英寸（48厘米），带有两个6英寸（15厘米）长的电视摄像机。 其中一台摄像机配备了一个f / 1.6的广角镜头，可以观察到地球800英里宽的区域。 与这台广角相机相比，另一台相机具有f / 1.8光圈和10至12倍放大倍率的长焦镜头。
卫星像陀螺一样旋转而稳定在轨道上。 当它从火箭的第三级分离时，它以每分钟约136转（rpm）的速度旋转。 为了拍摄不模糊的照片，在变轨完成后，一个解除旋转的机制将卫星减速至12转/分钟。
当卫星接近其一个地面站时，相机可以存储并通过2瓦FM发射器将照片发回地球。发送后，磁带被擦除或清理并准备好进行更多的记录。

## 系列

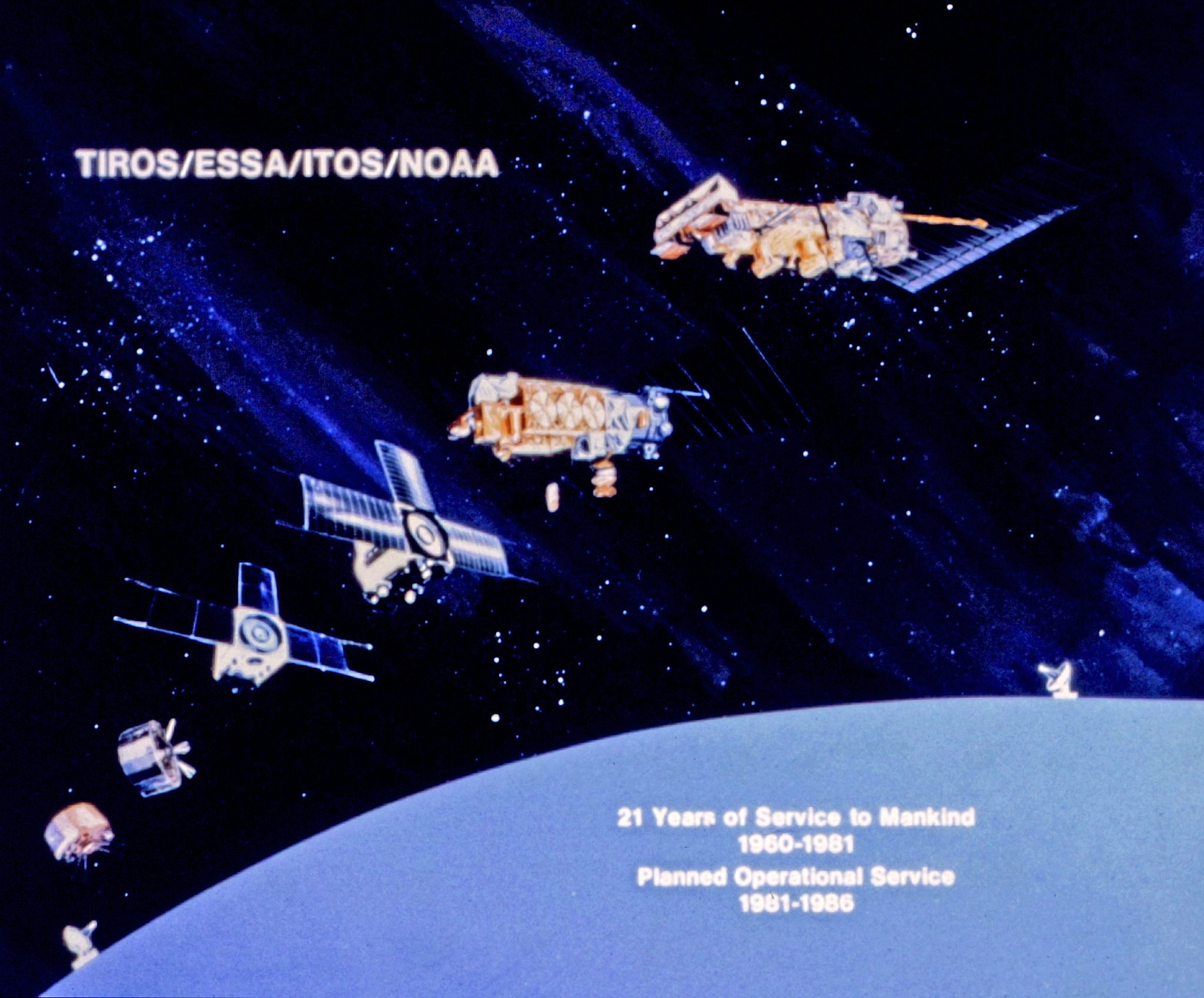
一幅从TIROS I到TIROS-N的气象卫星进展的图表

TIROS继续作为更先进的TIROS操作系统（TOS），最终由改进的TIROS操作系统（ITOS）或TIROS-M以及TIROS-N和Advanced TIROS-N系列卫星继承。 NOAA-N Prime是观测地球天气和环境的TIROS系列NOAA卫星中的最后一个。

卫星的命名可能会变得令人困惑，因为其中一些卫星的名称与现存的组织相同，例如由环境科学服务管理局（例如ESSA-1）和“NOAA”监督的TOS卫星的“ESSA” （例如，NOAA-M），用于由国家海洋和大气管理局监督的后来的TIROS系列卫星。
- TIROS-1（A）：1960年4月1日发射，1960年6月15日发生电气系统故障
- TIROS-2（B）：1960年11月23日发射，1961年1月22日失败
- TIROS-3（C）：1961年7月12日发射，1962年2月28日失效
- TIROS-4（D）：1962年2月8日发射，1962年6月30日失败（两台相机都失败了）
- TIROS-5（E）：1962年6月19日发射，1963年5月13日失败
- TIROS-6（F）：1962年9月18日发射，1963年10月21日失败
- TIROS-7（G）：于1963年6月19日发射，1968年6月3日失效
- TIROS-8（H）：于1963年12月21日发射，1967年7月1日失效
- TIROS-9（I）：1965年1月22日发射，1967年2月15日失败。第一颗提洛斯卫星在近极轨道
- TIROS-10（OT-1）：于1965年7月2日发射，1966年7月31日失效

截至2009年6月，1960年至1965年间发射的所有TIROS卫星（TIROS-7除外）仍在轨道上。